# Evelyn Lear

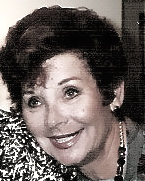
Evelyn Lear (1994)

Evelyn Lear (geborene Evelyn Shulman; * 8. Januar 1926 in Brooklyn; † 1. Juli 2012 in Sandy Spring bei Rockville, Maryland) war eine amerikanische Opernsängerin (Sopran).

## Leben
Evelyn Lear studierte anfänglich Klavierspiel und Horn, schließlich aber Gesang an der Juilliard School in New York City. Ihr Großvater war der erfolgreiche Chasan (Kantor) von Wien, Budapest und Brooklyn, Zevulun Kwartin. Ihre ersten Konzerte gab sie in Amerika, kam aber dann mit ihrem Gatten, dem Bassbariton Thomas Stewart, nach Deutschland, wo sie sich an der Berliner Musikhochschule weiter ausbildete. 1959 sang sie in der Royal Festival Hall in London die „Vier letzten Lieder“ von Richard Strauss.
Im selben Jahr debütierte sie an der Städtischen Oper Berlin als Komponist in Strauss’ Ariadne auf Naxos. Damit begann eine große Karriere an dieser Institution, der späteren Deutschen Oper Berlin. Gastspiele der Sängerin an den Staatsopern von Wien und München brachten ihr glänzende Erfolge. Bei den Festspielen von Salzburg erwies sie sich als große Mozart-Interpretin. 1963 hatte sie großen Erfolg bei den Wiener Festwochen als Lulu in einer konzertanten Aufführung der gleichnamigen Oper von Alban Berg, die sie später auch in der szenischen Erstaufführung in Wien sowie in einer Inszenierung von Gustav Rudolf Sellner in Berlin sang, mit Dietrich Fischer-Dieskau als Doktor Schön unter der musikalischen Leitung von Karl Böhm. Darüber hinaus war Lear auch als Marie in Bergs Wozzeck und als Operettendiva, z. B. bei den Bregenzer Festspielen als Hanna Glawari in Franz Lehárs Die lustige Witwe, sehr erfolgreich.
Lear starb im Alter von 86 Jahren am 1. Juli 2012 in einem Pflegeheim in Sandy Spring.

## Diskografie (Auswahl)
- Johann Sebastian Bach: Johannespassion – Karl Richter
- Béla Bartók: Herzog Blaubarts Burg – Pierre Boulez
- Alban Berg: Lulu – Karl Böhm
- Berg: Wozzeck – Karl Böhm
- Berg: Altenberg Lieder, Op. 4 – Boulez
- Leonard Bernstein: On the Town – Michael Tilson Thomas
- Johannes Brahms: Ein deutsches Requiem – Richter (DVD)
- Werner Egk: Die Verlobung in St. Domingo – Egk
- Leoš Janáček: Glagolitische Messe – Rafael Kubelík
- Ernst Krenek: Jonny spielt auf – Heinrich Hollreiser
- Gustav Mahler: Das klagende Lied – Boulez
- Mahler: Des Knaben Wunderhorn – Thomas Stewart
- W. A. Mozart: Die Zauberflöte – Böhm
- Modest Mussorgsky: Boris Godunow – André Cluytens
- Arnold Schönberg: Quartett für Sopran und Streicher Opus 10 – New Vienna Quartet
- Franz Schreker: Die Gezeichneten – Winfried Zillig
- Strauss: Der Rosenkavalier – Edo de Waart
- Giuseppe Verdi: Nabucco – Horst Stein (Fenena)
- Verdi: Un ballo in maschera – Giuseppe Patanè (Oscar, auf Deutsch)
- Kurt Weill: Johnny Johnson – Meredith
- Hugo Wolf: Mörike-Lieder – Erik Werba

- Evelyn Lear and Thomas Stewart sing Wagner & Strauss
- The Art Of Evelyn Lear – Louis Spohr, Strauss, Berlioz, Berg
- Evelyn Lear & Thomas Stewart – A Musical Tribute
- Evelyn Lear Narrates Poulenc and Satie
- Evelyn Lear – An 80th Birthday Tribute

## Fernsehaufzeichnungen (Auswahl)
- Die lustige Witwe (Titelrolle) – Bregenzer Festspiele 1969

## Filmografie (Auswahl)
- 1976: Buffalo Bill und die Indianer (Buffalo Bill and the Indians, or Sitting Bull’s History Lesson)